# Albert Adomah
Albert Danquah Adomah (Londra, 13 dicembre 1987) è un calciatore inglese naturalizzato ghanese, ala o centrocampista del Walsall.

## Caratteristiche tecniche
Dotato di grande velocità, ha una buona abilità nel dribbling e nell'effettuare cross ed assist ai compagni.

## Carriera

### Club

#### Gli inizi al Harrow Borough e il passaggio al Barnet
Cresce calcisticamente dal 2006 al 2008 nel Harrow Borough Football Club società semi professionista inglese della Isthmian League Premier Division. Nel gennaio 2008 si trasferisce al Barnet in Football League Two, dove in due stagioni e mezzo colleziona globalmente 120 presenze segnando 20 reti.

#### Bristol City e Middlesbrough
Il 1º luglio 2010 viene acquistato dal Bristol City, squadra inglese militante in Championship (seconda serie inglese), dove firma un contratto triennale. In tre anni colleziona globalmente 136 presenze segnando 17 reti. L'8 agosto 2013 viene ceduto al Middlesbrough per circa 2 milioni di euro firmando un contratto triennale. Il 13 agosto 2016 fa il suo debutto in Premier League con la maglia del Boro nella partita giocata in casa e terminata col punteggio di (1-1) contro lo Stoke City.

#### Aston Villa
Il 31 agosto 2016 nell'ultimo giorno di calciomercato passa all'Aston Villa tornando a giocare in Championship, dove firma un contratto quadriennale. Segna la sua prima rete con la maglia dei Villans il 26 novembre seguente, nella partita interna vinta 3-1 giocata contro il Cardiff City. Con 11 passaggi decisivi, durante la Championship 2016-17 diventa il miglior assistman della lega dopo Conor Hourihane con 14. Al termine della stagione 2017-18 risulta il miglior marcatore dell'Aston Villa con 15 reti, insufficienti però alla conquista della promozione in Premier League, persa in finale di playoff contro il Fulham. L'anno successivo il club di Birmingham vince i play-off promozione e ritorna in prima divisione dopo tre anni di assenza. Al termine della stagione Adomah rescinde il contratto con l'Aston Villa. Con la maglia dei Villans ha realizzato globalmente in tre anni 125 presenze segnando 22 reti complessive.

#### Nottingham Forest
Rimasto svincolato, il 10 luglio 2019 firma un contratto biennale col Nottingham Forest, club di Championship.
Trova la prima di due reti con la maglia dei Garibaldi Reds il 21 agosto contro il Charlton, mentre la seconda rete arriva solo 10 giorni più tardi contro il Preston North End. Entrambi i match conclusi poi con il risultato di 1-1.

#### Cardiff City
Dopo aver trovato spazio quasi sempre da subentrante, il 31 gennaio 2020 si trasferisce al Cardiff City, con la formula del prestito secco.
Esordisce con la nuova maglia l'8 febbraio seguente da titolare, facendo registrare l'assist per il gol vittoria contro il Luton Town.

### Nazionale
Il 5 settembre 2011 fa il suo esordio ufficiale con la nazionale ghanese nell'amichevole disputata a Londra contro il Brasile, entrando al 78º al posto di Emmanuel Agyemang-Badu. Con la maglia delle Black Stars ha disputato la Coppa d'Africa 2013 e nel maggio 2014 è stato convocato dal CT. Kwesi Appiah per il Mondiale in Brasile.

## Statistiche

### Presenze e reti nei club
Statistiche aggiornate al 7 ottobre 2020.
| Stagione              | Squadra               | Campionato            | Campionato | Campionato | Coppe nazionali | Coppe nazionali | Coppe nazionali | Coppe continentali | Coppe continentali | Coppe continentali | Altre coppe | Altre coppe | Altre coppe | Totale | Totale |
| Stagione              | Squadra               | Comp                  | Pres       | Reti       | Comp            | Pres            | Reti            | Comp               | Pres               | Reti               | Comp        | Pres        | Reti        | Pres   | Reti   |
| --------------------- | --------------------- | --------------------- | ---------- | ---------- | --------------- | --------------- | --------------- | ------------------ | ------------------ | ------------------ | ----------- | ----------- | ----------- | ------ | ------ |
| 2005-2006             | Harrow Borough        | RL                    | 2          | 0          | -               | -               | -               | -                  | -                  | -                  | MSC         | 1           | 0           | 3      | 0      |
| 2006-2007             | Harrow Borough        | RL                    | 6288191    | 5555555    | FACup           | 2               | 2               | -                  | -                  | -                  | MSC+LC+FT   | 6+1+1       | 1+0+0       | 52     | 11     |
| 2007-2008             | Harrow Borough        | RL                    | 25         | 6          | FACup           | 1               | 0               | -                  | -                  | -                  | MSC+LC+FT   | 2+1+1       | 1+0+1       | 30     | 8      |
| Totale Harrow Borough | Totale Harrow Borough | Totale Harrow Borough | 69         | 14         |                 | 3               | 2               |                    | -                  | -                  |             | 13          | 3           | 85     | 19     |
| gen.-giu. 2008        | Barnet                | FL2                   | 22         | 5          | FACup+CdL       | 0+0             | 0               | -                  | -                  | -                  | -           | -           | -           | 22     | 5      |
| 2008-2009             | Barnet                | FL2                   | 45         | 9          | FACup+CdL       | 2+1             | 1+0             | -                  | -                  | -                  | FLT         | 1           | 0           | 49     | 10     |
| 2009-2010             | Barnet                | FL2                   | 45         | 5          | FACup+CdL       | 2+1             | 0               | -                  | -                  | -                  | FLT         | 1           | 0           | 49     | 5      |
| Totale Barnet         | Totale Barnet         | Totale Barnet         | 112        | 19         |                 | 6               | 1               |                    | -                  | -                  |             | 2           | 0           | 120    | 20     |
| 2010-2011             | Bristol City          | FLC                   | 46         | 5          | FACup+CdL       | 1+1             | 0               | -                  | -                  | -                  | -           | -           | -           | 48     | 5      |
| 2011-2012             | Bristol City          | FLC                   | 45         | 5          | FACup+CdL       | 1+1             | 0               | -                  | -                  | -                  | -           | -           | -           | 47     | 5      |
| 2012-2013             | Bristol City          | FLC                   | 40         | 7          | FACup+CdL       | 0+1             | 0               | -                  | -                  | -                  | -           | -           | -           | 41     | 7      |
| Totale Bristol City   | Totale Bristol City   | Totale Bristol City   | 131        | 17         |                 | 5               | 0               |                    | -                  | -                  |             | -           | -           | 136    | 17     |
| 2013-2014             | Middlesbrough         | FLC                   | 42         | 12         | FACup+CdL       | 1+0             | 0               | -                  | -                  | -                  | -           | -           | -           | 43     | 12     |
| 2014-2015             | Middlesbrough         | FLC                   | 43+3       | 1          | FACup+CdL       | 2+3             | 0               | -                  | -                  | -                  | -           | -           | -           | 51     | 6      |
| 2015-2016             | Middlesbrough         | FLC                   | 43         | 6          | FACup+CdL       | 1+3             | 0+2             | -                  | -                  | -                  | -           | -           | -           | 47     | 8      |
| ago. 2016             | Middlesbrough         | PL                    | 2          | 0          | FACup+CdL       | 0+0             | 0               | -                  | -                  | -                  | -           | -           | -           | 2      | 0      |
| Totale Middlesbrough  | Totale Middlesbrough  | Totale Middlesbrough  | 130+3      | 23+1       |                 | 10              | 2               |                    | -                  | -                  |             | -           | -           | 143    | 26     |
| set. 2016-2017        | Aston Villa           | FLC                   | 38         | 3          | FACup+CdL       | 1+0             | 0               | -                  | -                  | -                  | -           | -           | -           | 39     | 3      |
| 2017-2018             | Aston Villa           | FLC                   | 39+3       | 14+0       | FACup+CdL       | 0+2             | 0+1             | -                  | -                  | -                  | -           | -           | -           | 44     | 15     |
| 2018-2019             | Aston Villa           | FLC                   | 36+3       | 4+0        | FACup+CdL       | 1+2             | 0               | -                  | -                  | -                  | -           | -           | -           | 42     | 4      |
| Totale Aston Villa    | Totale Aston Villa    | Totale Aston Villa    | 113+6      | 21+0       |                 | 6               | 1               |                    | -                  | -                  |             | -           | -           | 125    | 22     |
| 2019-gen.2020         | Nottingham Forest     | FLC                   | 24         | 2          | FACup+CdL       | 1+2             | 0+1             | -                  | -                  | -                  | -           | -           | -           | 27     | 3      |
| gen.-giu.2020         | Cardiff City          | FLC                   | 9          | 0          | FACup+CdL       | -               | -               | -                  | -                  | -                  | -           | -           | -           | 9      | 0      |
| Totale carriera       | Totale carriera       | Totale carriera       | 580+9      | 97         |                 | 33              | 7               |                    | -                  | -                  |             | 24          | 4           | 644    | 108    |

### Cronologia presenze e reti in nazionale
| Cronologia completa delle presenze e delle reti in nazionale ― Ghana | Cronologia completa delle presenze e delle reti in nazionale ― Ghana | Cronologia completa delle presenze e delle reti in nazionale ― Ghana | Cronologia completa delle presenze e delle reti in nazionale ― Ghana | Cronologia completa delle presenze e delle reti in nazionale ― Ghana | Cronologia completa delle presenze e delle reti in nazionale ― Ghana | Cronologia completa delle presenze e delle reti in nazionale ― Ghana | Cronologia completa delle presenze e delle reti in nazionale ― Ghana |
| Data                                                                 | Città                                                                | In casa                                                              | Risultato                                                            | Ospiti                                                               | Competizione                                                         | Reti                                                                 | Note                                                                 |
| -------------------------------------------------------------------- | -------------------------------------------------------------------- | -------------------------------------------------------------------- | -------------------------------------------------------------------- | -------------------------------------------------------------------- | -------------------------------------------------------------------- | -------------------------------------------------------------------- | -------------------------------------------------------------------- |
| 5-9-2011                                                             | Londra                                                               | Brasile                                                              | 1 – 0                                                                | Ghana                                                                | Amichevole                                                           | -                                                                    | 78’                                                                  |
| 11-10-2011                                                           | Watford                                                              | Ghana                                                                | 0 – 0                                                                | Nigeria                                                              | Amichevole                                                           | -                                                                    | 54’                                                                  |
| 14-11-2012                                                           | Lisbona                                                              | Capo Verde                                                           | 0 – 1                                                                | Ghana                                                                | Amichevole                                                           | -                                                                    |                                                                      |
| 10-1-2013                                                            | Abu Dhabi                                                            | Ghana                                                                | 3 – 0                                                                | Egitto                                                               | Amichevole                                                           | -                                                                    | 46’                                                                  |
| 13-1-2013                                                            | Abu Dhabi                                                            | Ghana                                                                | 4 – 2                                                                | Tunisia                                                              | Amichevole                                                           | 1                                                                    | 60’                                                                  |
| 20-1-2013                                                            | Port Elizabeth                                                       | Ghana                                                                | 2 – 2                                                                | RD del Congo                                                         | Coppa d'Africa 2013 - 1º turno                                       | -                                                                    | 42’ - 84’                                                            |
| 24-1-2013                                                            | Port Elizabeth                                                       | Ghana                                                                | 1 – 0                                                                | Mali                                                                 | Coppa d'Africa 2013 - 1º turno                                       | -                                                                    | 84’                                                                  |
| 28-1-2013                                                            | Port Elizabeth                                                       | Niger                                                                | 0 – 3                                                                | Ghana                                                                | Coppa d'Africa 2013 - 1º turno                                       | -                                                                    |                                                                      |
| 2-2-2013                                                             | Port Elizabeth                                                       | Ghana                                                                | 2 – 0                                                                | Capo Verde                                                           | Coppa d'Africa 2013 - Quarti di finale                               | -                                                                    | 47’                                                                  |
| 9-2-2013                                                             | Port Elizabeth                                                       | Mali                                                                 | 3 – 1                                                                | Ghana                                                                | Coppa d'Africa 2013 - Finale 3º posto                                | -                                                                    | 70’                                                                  |
| 7-6-2013                                                             | Omdurman                                                             | Sudan                                                                | 1 – 3                                                                | Ghana                                                                | Qual. Mondiali 2014                                                  | -                                                                    | 79’                                                                  |
| 10-9-2013                                                            | Saitama                                                              | Giappone                                                             | 3 – 1                                                                | Ghana                                                                | Amichevole                                                           | -                                                                    | 54’                                                                  |
| 5-3-2014                                                             | Podgorica                                                            | Montenegro                                                           | 1 – 0                                                                | Ghana                                                                | Amichevole                                                           | -                                                                    | 76’                                                                  |
| 31-5-2014                                                            | Rotterdam                                                            | Paesi Bassi                                                          | 1 – 0                                                                | Ghana                                                                | Amichevole                                                           | -                                                                    |                                                                      |
| 9-6-2014                                                             | Miami Gardens                                                        | Ghana                                                                | 4 – 0                                                                | Corea del Sud                                                        | Amichevole                                                           | -                                                                    | 74’                                                                  |
| 16-6-2014                                                            | Natal                                                                | Ghana                                                                | 1 – 2                                                                | Stati Uniti                                                          | Mondiali 2014 - 1º turno                                             | -                                                                    | 78’                                                                  |
| 8-6-2015                                                             | Accra                                                                | Ghana                                                                | 1 – 0                                                                | Togo                                                                 | Amichevole                                                           | -                                                                    | 63’                                                                  |
| 13-10-2015                                                           | Edmonton                                                             | Canada                                                               | 1 – 1                                                                | Ghana                                                                | Amichevole                                                           | 1                                                                    | 68’                                                                  |
| 7-6-2018                                                             | Reykjavík                                                            | Islanda                                                              | 2 – 2                                                                | Ghana                                                                | Amichevole                                                           | -                                                                    | 81’                                                                  |
| Totale                                                               |                                                                      | Presenze                                                             | 19                                                                   |                                                                      | Reti                                                                 | 2                                                                    |                                                                      |